# Épithalame de Bonis
Épithalame, op. 75, est une œuvre de la compositrice Mel Bonis, datant de 1907.

## Composition
Mel Bonis compose son Épithalame pour chœur de soprano et contralto avec piano sur un texte de Victor Hugo. L'œuvre est publiée en 1907 aux éditions Demets, puis est rééditée en 2004 et en 2014 par Armiane.

## Analyse
L'œuvre est l'une des rares mélodies françaises que la compositrice crée sur des textes d'auteurs connus, comme Le Dernier Souvenir, sur un poème de Leconte de Lisle.

## Réception
L'œuvre n'a pas été interprétée du vivant de la compositrice.

## Sources
- Étienne Jardin, Mel Bonis (1858-1937) : parcours d'une compositrice de la Belle Époque, 2020 (ISBN 978-2-330-13313-9 et 2-330-13313-8, OCLC 1153996478, lire en ligne)